# .ua
.ua је највиши Интернет домен државних кодова (ccTLD) за Украјину.